# Мирикини
Мирикините, известни още като дурукули (Aotus), са единствения род бозайници от семейство нощни маймуни (Aotidae), обединяващо 9 съвременни вида, известни до 1983 г. като представители на един-единствен вид Нощна маймуна (Aotus trivirgatus).

## Разпространение
Тези примати са широко разпространени в горите на Централна и Южна Америка, от Панама на юг до Парагвай и Северна Аржентина.

## Обща характеристика
Както говори наименованието им, тези маймуни са единствените активни изключително нощем. Имат характерни големи очи, с червени ириси, подобни на тези при дългопетите и полумаймуните, и с голяма разделителна способност при слаба светлина. За разлика от останалите маймуни, тези нямат цветно зрение. Друга особеност са малките, труднозабележими уши (Aotus от латински – безухи). Хранят се с насекоми.
Нощните маймуни общуват чрез голямо разнообразие от звуци в честотния диапазон от 190 – 1,950 Hz. Живеят на семейства, които се състоят от родителска двойка и нейното потомство. Двойките обозначават своята територия с викове и обонятелни маркери. Женската ражда по едно малко всяка година, за което се грижи изключително мъжкият – майката го носи само през първата седмица след раждането.
Дурукулите са едни от малкото маймуни, които могат да бъдат експериментално заразени с причинителя на тропическата малария Plasmodium falciparum, което ги прави полезни за изследванията на болестта.

## Класификация
семейство Aotidae – Нощни маймуни
- род Aotus – мирикини, дурукули
  - Aotus lemurinus – Лемуроподобна нощна маймуна, колумбийска мирикина
  - Aotus brumbacki (Aotus lemurinus ssp.) – Нощна маймуна на Брумбак
  - Aotus hershkovitzi – Нощна маймуна на Хершковиц
  - Aotus trivirgatus – Обикновена нощна маймуна, дурукули, северна мирикина
  - Aotus vociferans – Нощна маймуна на Спикс
  - Aotus miconax – Андска нощна маймуна, преуанска мирикина
  - Aotus nancymaae – Нанси-Маева нощна маймуна
  - Aotus azarae – Нощна маймуна на Азара, южна мирикина
  - Aotus nigriceps – Черноглава нощна маймуна